# Robert prisen
O Prêmio Robert (dinamarquês: Robert prisen) é uma premiação de cinema dinamarquesa concedida anualmente pela Academia Dinamarquesa de Cinema. É o dinamarquês equivalente para o Oscar americano, o britânico BAFTA e australiano Australian Film Institute Awards. O prêmio, votado apenas por membros da academia, é o reconhecimento pelos colegas da indústria dinamarquesa de uma pessoa ou de contribuições cinematográficas pendentes do ano anterior. O Robert foi concedido pela primeira vez em 1984 e é nomeado pelo criador da estatueta, o escultor dinamarquês Robert Jacobsen.

## Categorias

### Cinema
- Melhor Filme Dinamarquês
- Melhor Diretor
- Melhor Ator
- Melhor Atriz
- Melhor Ator Coadjuvante
- Melhor Atriz Coadjuvante
- Melhor Fotografia
- Melhor Figurino
- Melhor Edição
- Melhor Maquiagem
- Melhor Design de Produção
- Melhor Elenco
- Melhor Roteiro
- Melhor Canção
- Melhor Design de Som
- Melhores Efeitos Visuais
- Melhor Filme Infantil
- Melhor Documentário
- Melhor Curta-metragem
- Melhor Longa Ficção/Animação
- Melhor Curta Ficção/Animação

### Televisão
- Melhor Série de Televisão Dinamarquesa
- Melhor Minissérie
- Melhor Ator de Televisão
- Melhor Atriz de Televisão
- Melhor Ator Coadjuvante de Televisão
- Melhor Atriz Coadjuvante de Televisão